# Danielle Michel-Chich
Danielle Michel-Chich, née le 26 octobre 1951 à Alger, est une autrice, journaliste et traductrice française.

## Biographie
Danielle Michel-Chich est née le 26 octobre 1951 à Alger. Elle y a vécu jusqu’en juin 1962, date à laquelle elle est arrivée en France, à Toulon, avec sa famille.
Étudiante à Marseille en classes préparatoires, puis à Paris, où elle obtient un DEA d’études anglophones et un DEA de traduction. Elle milite pendant ces années à l’UNEF et à l’UEC, et s'engage dans le Mouvement des Femmes.
Enseignante, elle devient ensuite traductrice dans l’édition, puis journaliste et autrice.
Grande voyageuse, elle connaît très bien les États-Unis où elle a vécu quelques années, à Houston (Texas).
Elle est toujours une femme engagée et une féministe active : à la Maison des Femmes de Montreuil pendant de nombreuses années auprès de Thérèse Clerc, elle a été présidente de Femmes Monde. 
En 2012, elle écrit un livre, Lettre à Zohra D. (Flammarion – 2012). Ce livre évoque l'attentat du Milk-Bar, rue Michelet à Alger, le 30 septembre 1956, au cours duquel elle fut grièvement blessée à l'âge de 5 ans, et où sa grand-mère, qui l'accompagnait, fut tuée. L'ouvrage de Mme Michel-Chich est une tentative d'ouverture de dialogue entre elle-même et Zohra Drif, qui perpétra l'attentat. L'ouvrage a obtenu le prix French Voices en 2015.
Danielle Michel-Chich poursuit sa réflexion sur le terrorisme avec un roman, Je est une autre, dont l’héroïne est une imposteuse qui se dit victime d’un attentat.
Elle est membre du Parlement des écrivaines francophones.
Depuis 2021, elle est présidente de Femmes à la Une qui est centrée sur les questions du vieillissement au féminin. Elle y co-anime un groupe de parole avec la psychanalyste. Elle anime plusieurs ateliers d'écriture.
Elle a été invitée à l’Elysée en mars 2022 pour commémorer la reconnaissance officielle, 60 ans plus tard, de la fusillade du 26 mars 1962 de la rue d’isly à Alger (80 morts et 200 blessés par les militaires du 4 ème régiment de tirailleurs algériens) et conviée par le président Macron à faire le discours d’ouverture de la cérémonie,.

## Le Colloque de 2012: «L'Algérie 50 ans après»
Ce colloque de Marseille, organisé par l'hebdomadaire Marianne, France Inter, et El Khabar, commémore la fin de la guerre et l’indépendance de l’Algérie. Y participent diverses personnalités dont Bernard-Henri Lévy et Zohra Drif. Danielle Michel-Chich était dans la salle. Lorsqu'elle demanda à la militante algérienne si son attentat aveugle, contre des civils qui fit au total  3 morts et 60 blessés, était justifiable moralement, celle-ci répondit : « Ce n’est pas à moi qu’il faut vous adresser, c’est à tous les pouvoirs français qui sont venus asservir mon pays. [...] À titre personnel et humain, je reconnais que c’était tragique, tous ces drames, les nôtres comme les vôtres. Nous étions pris dans une tourmente qui nous dépassait, qui vous dépassait. »

## Publications
Cette liste de publications n'inclut pas les œuvres traduites par Danielle Michel-Chich.
- 1990 : Déracinés : Les Pieds-noirs aujourd'hui, Plume  (ISBN 2-908034-09-3) et Calmann-Lévy  (ISBN 2-7021-1918-2))
- 1996 : Viens chez moi, j’habite chez mes enfants, Bayard  (ISBN 2-227-13509-3)
- 2005 : Réussir notre école : Impertinences entre un syndicaliste et une mère d'élève, avec Gérard Aschieri, La Table Ronde  (ISBN 2-7103-2816-X)
- 2007 : Thérèse Clerc, Antigone aux cheveux blancs, Des Femmes  (ISBN 978-2-7210-0572-4)
- 2008 : Le lycée Henri-IV : Entre potaches et moines copistes, avec Sophie Peltier-Le Dinh (dir.), André Arnold-Peltier (photogr.), Patrice Corre (préf.), PIPPA  (ISBN 978-2-916506-16-6)
- 2010 : Le lycée Michelet : Entre cours et jardin, avec Matthieu Silberstein (photogr.), Le Bout de la rue  (ISBN 978-2-916620-63-3)
- 2012 : Lettre à Zohra D., Flammarion  (ISBN 978-2-08-127165-4)
- 2018 : A l'école en Algérie - Des années 1930 à l'indépendance , Editions Bleu autour  (ISBN 978-2-35848-094-9)
- 2020 : Je est une autre, Editions du Retour (ISBN 978-2-491852-00-9)
- 2023 : L'Attente in Corps de fille, Corps de femme, Editions des Femmes - Antoinette Fouque  (ISBN 978-2721011343)
- 2024 : Maman in Toi ma mère, Editions des Femmes - Antoinette Fouque  (ISBN 9782721013064)
- 2025 : Mauvaise mer in Enfances de Filles, Chevrefeuille étoilé  (ISBN 9782367951669)
- 2025 : La caméléone in Exils, Editions des Femmes - Antoinette Fouque (ISBN 9782721014160)